# Ludwig Chateau
Ludwig Edmund Chateau (* 8. November 1906 in Düsseldorf; † 20. Januar 1975) war ein Düsseldorfer Künstler und Bildhauer.

## Leben
Ludwig Chateau, geboren als Sohn des Schlossers Joseph Chateau (1878–1942) und seiner Frau Maria, geb. Kaiser (* 1879),
studierte an der Kunstakademie Düsseldorf bei Hubert Netzer und Alexander Zschokke. Bekannt wurde er als „Meister der kleinen Form“ durch seine kleinformatigen Tierplastiken mit reduzierten Formen. Der Kunstverein für die Rheinlande und Westfalen hat die Bronzefiguren Ente (1973), Igel (um 1965) und Buckelrind (1969) als limitierte Jahresgaben herausgegeben. Chateau nannte seine Tierplastiken mit ihren weichen Rundungen „Fingerschmeichler“. Die Rheinische Post schrieb in einem Artikel zur Gedächtnisausstellung Chateaus: „Die Konzentration, die er in seine Arbeiten investierte, ist ihre Kraft und Ausstrahlung. Impulsives Leben und beherrschte, reduzierende Abstraktion sind in ihnen in formales Gleichgewicht gebracht.“

## Werke (Auswahl)
- Kleine Ente (1950/1969), Kleinplastik, Bronze patiniert
- Igel (1965), Kleinplastik, Bronze patiniert
- Buckelrind (1969), Kleinplastik, Bronze patiniert, Jahresgabe des Kunstvereins für die Rheinlande und Westfalen
- Ente (1973), Kleinplastik, Bronze, Jahresgabe des Kunstvereins für die Rheinlande und Westfalen
- Krugträgerin, Kleinplastik, Bronze, patiniert
- Bär, Kleinplastik, Bronze, patiniert
- Kleiner Bison, Kleinplastik, Bronze

## Ausstellungen
- Ludwig Chateau, Gedächtnisausstellung im Künstlerverein Malkasten, Düsseldorf 1975
- Künstlerverein Malkasten, Düsseldorf 1971
- Düsseldorfer Kunst im Jan-Wellem-Jahr, Kunsthalle Düsseldorf, 1958